# Retrato de caballero desconocido (El Greco, ca.1605)
Retrato de un caballero desconocido —realizado ca 1605— es una obra del Greco, que consta con el número 141 en el catálogo razonado de obras de este pintor, realizado por su especialista Harold Wethey.

## Análisis de la obra

### Datos técnicos y registrales
- Actualmente en Glasgow, Pollok House (Accession number PC.17;[2]
- Pintura al óleo sobre lienzo;
- Datación: ca.1595-1600, según Wethey (ca.1590, según Pollock House;
- Dimensiones: 74 x 47 cm, según Wethey (73.3 x 46.5 cm, según Pollock House;
- Firmado con letras minúsculas griegas en cursiva, sobre el hombro derecho, de forma fragmentaria: δομήνικος Θεοτοκó... ε'ποíει;
- Catalogado por Wethey con el n º.141 y por Tizana Frati con la referencia 109.[3]

### Descripción de la obra
Este lienzo —totalmente terminado— es la representación objetiva de un hombre de edad madura, que mira al espectador con franqueza, mientras apoya su mano derecha en la cintura. Su cabeza destaca sobre la blanca lechuguilla, cuyo diseño se repite en el puño visible. El lienzo es un estudio penetrante del carácter del personaje, con una tensión psicológica, alargamiento de la forma y tratamiento de la pintura, que sugieren una datación bastante tardía en la producción del pintor.
El lienzo fue algo recortado por los cuatro costados, perdiéndose parte de la mano derecha. Sin embargo —en agosto de 1981— unas radiografías revelaron que el lienzo había sido ampliado en la parte inferior, donde el tratamiento pictórico de la mano y del puño es bastante diferente al del resto del cuadro. No parece que esta ampliación fuera obra del Greco, sino que probablemente fue realizada más tarde. A diferencia de La dama de armiño -—otro retrato en Pollok House, antes atribuido al Greco— esta obra está firmada, y su autoría no ha sido nunca seriamente cuestionada.

## Procedencia
- Gabriel Bermúdez, Toledo;
- Comprado por Isidore Taylor;
- Luis Felipe I de Francia;
- Galería española, Louvre, París, 1838-48;
- Venta de los bienes de Luis Felipe, Christie's, Londres, 1853, lote 22 (como Portrait of a Gentleman of the time of Philip III, by D. Théocopuli);
- Comprado por Colnaghi, £10;
- Sir William Stirling-Maxwell;
- Por herencia, a su hijo, Sir John Stirling Maxwell;
- Por herencia, a su hija, Mrs Anne Maxwell MacDonald;
- Donación de Mrs Anne Maxwell MacDonald, año 1967.[6]